# Консервативная партия России
Консервати́вная па́ртия Росси́и — политическая партия, функционировавшая в России с 1990 года по 2005 год. 
Политическая ориентация — консерватизм, антикоммунизм, либерализм. Лидер — бывший советский диссидент Лев Убожко (скончался в 2003 году).

## История
В России, на конец XIX столетия, в западноевропейском смысле слова, консервативной партии не существовало и не могло существовать, так как русская жизнь не представляла условий, необходимых для развития политических партий. 
Впервые Консервативная партия России была создана в 1990 году, в 1999 году упоминалась как Консервативное движение России. В 1991, 1996 и 2000 годах партия выдвигала своего кандидата, Льва Убожко, на выборах президента России, но кандидат не прошёл регистрацию из-за недостатка подписей.
В 1993 и 1995 годах Консервативная партия собирала подписи для участия в думской избирательной кампании, но не смогла собрать их в достаточном количестве. Партия участвовала в парламентских выборах в 1999 году, в бюллетене получила номер 1, чем привлекла внимание прессы. В Госдуму не прошла, набрав всего 0,13 % голосов.
В 2003 году, после смерти Убожко, в партии наметился раскол. Новый лидер консерваторов Юрий Тегин не смог обеспечить попадание на выборы-2003. Ю. Тегин был смещён с должности председателя, и началась продолжительная тяжба между старым и новым руководством партии.
В 2004 году Консервативная партия России в блоке с Конституционными демократами на выборах в Ярославской области заняла третье место (блок Правда, Порядок и Справедливость) — после Единой России, и партии Родина.
Консервативная партия лишена регистрации в 2005 году по причине недостаточной численности. ЕСПЧ 24 марта 2020 года рассматривал дело об отмене регистрации КПР.